# Carpi Football Club 1909 2019-2020
Questa voce raccoglie le informazioni riguardanti il Carpi Football Club nelle competizioni ufficiali della stagione 2019-2020.

## Stagione
Il Carpi, retrocesso dalla Serie B, si presenta in Serie C per la prima volta dal 2013 con un organico molto rinnovato e con il nuovo allenatore Giancarlo Riolfo (ex Savona, Vis Pesaro e Torres). I biancorossi, che festeggiano il 20 ottobre 2019 il 110º compleanno sconfiggendo (2-0) il Fano, chiudono un ottimo girone d'andata al secondo posto nel Girone B con 41 punti. Le sette vittorie consecutive (nuovo record dei campionati professionistici per il club carpigiano) nelle ultime sette giornate permettono di insidiare il Vicenza, che però si conferma saldo al comando vincendo lo scontro diretto al Menti (1-0) alla terza giornata di ritorno. Il Carpi si rialza goleando al Cabassi la Reggio Audace (5-1) e il Piacenza (3-0), ma da lì a poco in Italia si aggrava la pandemia del COVID-19 e tutti gli sport verranno sospesi per evitare rischi di contagio. L'8 giugno 2020 il Consiglio Federale della FIGC dichiara la conclusione anticipata dei campionati di Serie C (la Serie A e la Serie B riprenderanno a fine mese) e ufficializza la promozione in B delle vincitrici dei tre gironi (Monza, Vicenza e Reggina). Per stabilire la quarta promossa si disputeranno i Play-off, ma in gare secche e a porte chiuse. Il Carpi chiude così il campionato al terzo posto con 53 punti, mantenendo quella posizione anche con il calcolo della media punti ponderata casa-trasferta (76,452). Nei Play-off entra in gioco a partire dalla Fase Nazionale e negli Ottavi di Finale supera in casa con un sofferto (2-2) l'Alessandria, eliminata in quanto classificatasi quinta nel Girone A. La corsa si ferma ai Quarti di Finale per mano del Novara, settimo nel Girone A, che sbanca il Cabassi con il risultato (2-1). Il miglior marcatore del Carpi in Serie C è Tommaso Biasci, capocannoniere del Girone B con 14 gol. Michele Vano, a pari merito con l'ascolano Gianluca Scamacca, si laurea capocannoniere della Coppa Italia con 4 reti.

## Divise e sponsor
Lo sponsor tecnico per la stagione 2019-2020 è Givova mentre lo sponsor ufficiale è Gaudì Jeans.
| Casa | Trasferta | Terza divisa |  |

## Organigramma societario
Area direttiva 
- Presidente: Claudio Caliumi
- Amministratore delegato e socio di maggioranza: Stefano Bonacini
- Socio di maggioranza con delega al settore giovanile: Roberto Marani
- Direttore generale: Stefano Stefanelli
- Segretario Generale: Luigi Larizza
- Segreteria Sportiva: Mauro Bellentani
- Responsabile amministrazione: Ileana Raviola

 Area comunicazione e marketing 
- Ufficio stampa: Enrico Ronchetti
- SLO/Rapporti tifoseria: Simone Severi

 Area sportiva 
- Direttore sportivo: Alex Casella
- Dirigente Prima squadra: Giuseppe Valentino

 Area tecnica 
- Allenatore: Giancarlo Riolfo
- Allenatore in seconda: Paolo Pantera
- Allenatore dei portieri: Paolo Foti
- Preparatore atletico: Simone Arceci

 Area medica 
- Responsabile sanitario: Giampietro Patrizi
- Medico sociale: Vincenzo Tronci, Fabrizio Pinto
- Fisioterapista: Paolo Zucchi, Emanuele Romano

## Rosa
| N. |                                 | Ruolo | Calciatore              |
| -- | ------------------------------- | ----- | ----------------------- |
| 1  | Italia (bandiera)               | P     | Andrea Rossini          |
| 2  | Italia (bandiera)               | D     | Stefano Rossoni         |
| 3  | Italia (bandiera)               | D     | Daniele Sarzi Puttini   |
| 4  | Italia (bandiera)               | C     | Ignazio Carta           |
| 5  | Italia (bandiera)               | D     | Enrico Pezzi (capitano) |
| 6  | Italia (bandiera)               | D     | Fabio Varoli            |
| 7  | Italia (bandiera)               | D     | Eros Pellegrini         |
| 8  | Italia (bandiera)               | C     | Saber Hraiech           |
| 9  | Italia (bandiera)               | A     | Alex Rolfini            |
| 10 | Bosnia ed Erzegovina (bandiera) | C     | Dario Šarić             |
| 11 | Italia (bandiera)               | A     | Cristian Carletti       |
| 12 | Italia (bandiera)               | P     | Nicola Mascolo          |
| 13 | Montenegro (bandiera)           | D     | Minel Šabotić           |
| 15 | Italia (bandiera)               | D     | Alessandro Ligi         |

| N. |                           | Ruolo | Calciatore             |
| -- | ------------------------- | ----- | ---------------------- |
| 16 | Italia (bandiera)         | A     | Alessandro Romairone   |
| 17 | Paesi Bassi (bandiera)    | A     | Dennis van der Heijden |
| 19 | Italia (bandiera)         | A     | Michele Vano           |
| 20 | Slovenia (bandiera)       | C     | Enej Jelenič           |
| 21 | Italia (bandiera)         | C     | Alberto Maroni         |
| 22 | Italia (bandiera)         | P     | Tommaso Nobile         |
| 23 | Italia (bandiera)         | C     | Samuele Maurizi        |
| 24 | Italia (bandiera)         | C     | Roberto Grieco         |
| 25 | Italia (bandiera)         | P     | Gianmarco Celeste      |
| 26 | Italia (bandiera)         | D     | Matteo Vito Lomolino   |
| 27 | Costa d'Avorio (bandiera) | C     | Lamine Fofana          |
| 28 | Italia (bandiera)         | A     | Tommaso Biasci         |
|    | Italia (bandiera)         | D     | Fabrizio Poli          |

## Risultati

### Serie C

#### Girone di andata
| Arbitro: | Natilla (Molfetta) |

|                                                 |           |             |
| Vano 18’, 58’ Jelenič 70’ (rig.) Carletti 90+1’ | Marcatori | 43’ Borello |

| Arbitro: | Pascarella (Nocera Inferiore) |

|                           |           |                             |
| Rover 47’ T. Morosini 63’ | Marcatori | 11’ Hraiech 57’, 90+1’ Vano |

| Arbitro: | Feliciani (Teramo) |

|             |           |             |
| Maurizi 49’ | Marcatori | 71’ Marotta |

| Padova 15 settembre 2019, ore 15:00 CEST 4ª giornata | Padova                 | 0 – 0 referto | Carpi | Stadio Euganeo (4.855 spett.)\| Arbitro: \| Marchetti (Ostia Lido) \| |
| Arbitro:                                             | Marchetti (Ostia Lido) |               |       |                                                                       |

| Arbitro: | Repace (Perugia) |

|                      |           |              |
| Vano 16’ Maurizi 24’ | Marcatori | 8’ Silvestro |

| Arbitro: | Meraviglia (Pistoia) |

|                            |           |  |
| M. Marchi 17’ Scappini 64’ | Marcatori |  |

| Arbitro: | Santoro (Messina) |

|                      |           |                  |
| Nicco 32’ Paponi 44’ | Marcatori | 45+2’ Boccaccini |

| Arbitro: | Acanfora (Castellammare di Stabia) |

|           |           |  |
| Carta 32’ | Marcatori |  |

| Arbitro: | Vigile (Cosenza) |

|                   |           |                      |
| Sbaffo 34’ (rig.) | Marcatori | 30’ Šarić 84’ Biasci |

| Arbitro: | Di Marco (Ciampino) |

|                               |           |  |
| Biasci 64’ Jelenič 75’ (rig.) | Marcatori |  |

| Arbitro: | D'Ascanio (Ancona) |

|  |           |                    |
|  | Marcatori | 54’ (rig.) Tulissi |

| Arbitro: | Pascarella (Nocera Inferiore) |

|                           |           |          |
| Belcastro 64’ Padovan 82’ | Marcatori | 44’ Vano |

| Arbitro: | Saia (Palermo) |

|                                            |           |                 |
| Rossoni 9’ Biasci 36’, 70’ (rig.) Vano 47’ | Marcatori | 61’ (aut.) Ligi |

| Arbitro: | Ricci (Firenze) |

|  |           |             |
|  | Marcatori | 17’ Jelenič |

| Arbitro: | Arena (Torre del Greco) |

|                                              |           |  |
| Biasci 15’, 54’ Bellini 24’ (aut.) Šarić 83’ | Marcatori |  |

| Arbitro: | Luciani (Roma) |

|                   |           |                      |
| Nobile 74’ (aut.) | Marcatori | 11’ Jelenič 81’ Vano |

| Arbitro: | Gualtieri (Asti) |

|                    |           |  |
| Jelenič 51’ (rig.) | Marcatori |  |

| Arbitro: | Cascone (Nocera Inferiore) |

|  |           |             |
|  | Marcatori | 41’ Maurizi |

| Arbitro: | D. Miele (Torino) |

|             |           |  |
| Maurizi 71’ | Marcatori |  |

#### Girone di ritorno
| Arbitro: | Feliciani (Teramo) |

|  |           |            |
|  | Marcatori | 42’ Biasci |

| Arbitro: | Natilla (Molfetta) |

|            |           |               |
| Biasci 20’ | Marcatori | 72’ Casiraghi |

| Arbitro: | Meraviglia (Pistoia) |

|             |           |  |
| Cinelli 73’ | Marcatori |  |

| Arbitro: | De Santis (Lecce) |

|            |           |            |
| Biasci 75’ | Marcatori | 21’ Kresic |

| Arbitro: | Maranesi (Ciampino) |

|                                      |           |                          |
| Codromaz 45’ A. Letizia 45+4’ (rig.) | Marcatori | 72’, 90+4’ (rig.) Biasci |

| Arbitro: | Santoro (Messina) |

|                                               |           |                    |
| Cianci 32’, 54’, 67’ Biasci 45+2’, 80’ (rig.) | Marcatori | 22’ (rig.) Zamparo |

| Arbitro: | Carella (Bari) |

|                           |           |  |
| Šarić 17’, 54’ Biasci 28’ | Marcatori |  |

| Salò 2020, ore CET 27ª giornata | Feralpisalò | – Campionato concluso a causa della pandemia da COVID-19. | Carpi | Stadio Lino Turina |

| Carpi 2020, ore CET 28ª giornata | Carpi | – | Gubbio | Stadio Sandro Cabassi |

| Fano 2020, ore CET 29ª giornata | Fano | – | Carpi | Stadio Raffaele Mancini |

| Modena 2020, ore CEST 30ª giornata | Modena | – | Carpi | Stadio Alberto Braglia |

| Carpi 2020, ore CEST 31ª giornata | Carpi | – | Imolese | Stadio Sandro Cabassi |

| Ravenna 2020, ore CEST 32ª giornata | Ravenna | – | Carpi | Stadio Bruno Benelli |

| Carpi 2020, ore CEST 33ª giornata | Carpi | – | Arzignano Valchiampo | Stadio Sandro Cabassi |

| Fermo 2020, ore CEST 34ª giornata | Fermana | – | Carpi | Stadio Bruno Recchioni |

| Carpi 2020, ore CEST 35ª giornata | Carpi | – | Virtus Verona | Stadio Sandro Cabassi |

| Trieste 2020, ore CEST 36ª giornata | Triestina | – | Carpi | Stadio Nereo Rocco |

| Carpi 2020, ore CEST 37ª giornata | Carpi | – | Vis Pesaro | Stadio Sandro Cabassi |

| San Benedetto del Tronto 2020, ore CEST 38ª giornata | Sambenedettese | – | Carpi | Stadio Riviera delle Palme |

### Play-off

#### Fase Nazionale
| Arbitro: | Meraviglia (Pistoia) |

|                 |           |                               |
| Biasci 45’, 72’ | Marcatori | 50’ (rig.), 54’ (rig.) Eusepi |

| Arbitro: | De Santis (Lecce) |

|          |           |                        |
| Vano 90’ | Marcatori | 9’ Pinzauti 40’ Sbraga |

### Coppa Italia
| Arbitro: | Manganiello (Pinerolo) |

|  |           |          |
|  | Marcatori | 69’ Vano |

| Arbitro: | Volpi (Arezzo) |

|                                      |                      |                                             |
| Diaw 25’ (rig.) Celar 70’ Proia 118’ | Marcatori            | 43’ (rig.), 90+1’, 93’ Vano                 |
| Branca Panico Celar Proia Vrioni     | Tiri di rigore 5 – 4 | Maurizi Sarzi Puttini Vano Fofana Arrighini |

### Coppa Italia Serie C
| Arbitro: | Caldara (Como) |

|                       |           |  |
| Biasci 50’ Fofana 76’ | Marcatori |  |

| Arbitro: | Nicoletti (Catanzaro) |

|          |           |  |
| Varas 8’ | Marcatori |  |